# پنج‌نوازی
پنج‌نوازی یا پنج‌سرایی یا کوئینتت (به انگلیسی: quintet، به فرانسوی: quintette) در موسیقی به معنای یک گروه اجرایی برای پنج خواننده یا اجرای سازی یا یک آهنگسازی برای پنج صدا و پنج ساز است.
در موسیقی کلاسیک، افزودن یک ساز (مثلا پیانو، کلارینت، ابوا، ...) به کوارتت زهی، کوئینتتی می‌سازد که نامش برگرفته از نام ساز اضافه شده‌است؛ مثل «کوئینتت پیانو»، «کوئینتت کلارینت» و غیره. فرهنگستان زبان و ادب فارسی برابرهای پنج‌نوازی و پنج‌سرایی را برای «کوئینتت» تصویب کرده‌است.